# Linguagem de Expressão
Linguagem de Expressão, do inglês Expression Language (EL), é uma linguagem de script que permite o acesso a componentes Java (JavaBeans) através de JSP. Desde o JSP 2.0, ela tem sido utilizada dentro de tags JSP para separar o código Java do código JSP e para possibilitar o acesso mais fácil aos componentes Java (e assim ao código Java).
A evolução da LE ocorreu para tornar a programação de scripts mais fácil para projetistas de conteúdo web que possuem pouca ou praticamente nenhum conhecimento da linguagem Java. Esta linguagem de script torna a JSP uma linguagem de script no verdadeiro sentido. Antes da LE, JSP consistia de algumas tags especiais como scriptlets, expressões e etc. dentro da qual código Java era escrito explicitamente. Com a LE o projetista de conteúdo web precisa apenas saber como realizar as chamadas convenientes aos métodos Java e pode aproveitar o melhor de uma linguagem de script.